# トモスベビー
トモスベビーとは、アングロアラブの日本の競走馬、種牡馬である。1950年代の南関東公営競馬にあって、サラブレッドらと互角以上に戦った強豪アングロアラブの1頭であった。
※以下、馬齢はすべて2000年以前に使用された旧表記（数え年）にて記述する。

## デビュー前
浦河の中脇兼吉の手により、1953年4月30日に誕生した。父のトシシロは競走成績こそ振るわなかったが、その母は1935年の帝室御賞典 (東京)を制したクレオパトラトマス、父も大種牡馬ダイオライトという下総御料牧場が誇る良血馬。サラブレッドの父としても成功し、1954年の桜花賞・優駿牝馬馬ヤマイチらを送り出している。母のスルガも、このトモスベビーを皮切りにタカクラホマレ(1959年銀盃)、リキスベビー(1957年全日本アラブ争覇・1958年千鳥賞)、タカライザン(1960年秋の特別ほか)と、通算4頭もの重賞勝ち馬を世に送った名繁殖牝馬であった。

## 現役時代

### 3～4歳
3歳になったトモスベビーは、川崎の三潟隆五郎厩舎へと入厩しデビューを迎える。11月17日の大井での3歳特別戦を快勝し目標である全日本アラブ争覇へと臨んだが、こちらではギンパイをハナ差で差し損ね2着だった。4歳になってからも春の特別では3着など勝ちきれないところが目立ったが、5月27日のアラブチャレンジャーで重賞初勝利。そのまま6月8日の大井・ワード賞でも古馬の一流どころを一蹴した。
下半期の目標のひとつだった秋の特別では関西からこのレースを目指して転入してきていたタカトシの逃げ切りを許し2着に終わったが、12月5日のホウセント記念では61kgの斤量をものともせずに快勝。さらにこの年から設けられた大晦日のアラブチャンピオンに出走すると、タカトシらを下してこの年重賞4勝目を挙げている。

### 5歳
年明けの地元開催で新春ハンデを、さらには2月9日にはアラブの開設記念を制したトモスベビーだが、60kg台半ばを背負わされる斤量面での苦しさは限界近くまで達していた。この年の上半期は出走可能なアングロアラブ重賞5つ全てに出走したにもかかわらず、勝ち星を挙げることができたのは先に述べた開設記念とワード賞だけだった。結局、9月24日に地元でおこなわれたアラブチャレンジャーを64kgで勝ったのちに、トモスベビーはサラブレッドのC級戦への出走を始める。4連勝で順調にクラスを上げると、12月16日の大井にてサラのA2・B1級特別戦を勝ち、対サラ系A級での勝ち星を挙げた。年末の大井開催でこの年の秋の鞍勝ち馬イチカントーらに敗れて3着となり連勝こそ止まったが、この年の対サラ系戦績は6戦5勝3着1回という非常に優れたものであった
。

### 6歳
6歳となったトモスベビーは、サラブレッドのA級を走り続けて2勝を挙げている。重賞への出走も3度あったが地元川崎の開設記念、川崎記念どちらも4着に終わり、サラブレッドの重賞制覇はならなかった。引退レースとなった12月19日のアラブチャンピオンでは久々にアングロアラブとの対戦となったが、63kgの斤量をものともせず同レース自身2回目の勝利で有終の美を飾った。

## 引退後
引退後は種牡馬入りし、現役時代の戦績に恥じない成功を収めている。代表産駒としては中央競馬で優駿賞最優秀アラブを受賞したミサキシンボル、楠賞全日本アラブ優駿とアラブダービーをどちらも制したメイクマイウエーらがいる。また名種牡馬スカレーの母父としても、その名を血統表に見かけることができる。

## 血統表
| トモスベビーの血統アラブ血量28.90% / オーム系 / 4代内アウトブリード / 「アア」表記はアングロアラブ種 「アラ」表記はアラブ種 「*」が付された馬名は豪アラ | トモスベビーの血統アラブ血量28.90% / オーム系 / 4代内アウトブリード / 「アア」表記はアングロアラブ種 「アラ」表記はアラブ種 「*」が付された馬名は豪アラ | トモスベビーの血統アラブ血量28.90% / オーム系 / 4代内アウトブリード / 「アア」表記はアングロアラブ種 「アラ」表記はアラブ種 「*」が付された馬名は豪アラ | （血統表の出典）                          | （血統表の出典）         |
| 父 トシシロ 1940 栗毛 | 父の父ダイオライト Diolitek 1927 黒鹿毛 | Diophon 1921 | Grand Parade 1916                         | Grand Parade 1916        |
| 父 トシシロ 1940 栗毛 | 父の父ダイオライト Diolitek 1927 黒鹿毛 | Diophon 1921 | Donnetta 1900                             |                          |
| 父 トシシロ 1940 栗毛 | 父の父ダイオライト Diolitek 1927 黒鹿毛 | Needle Rock 1915 | Rock Sand 1900                            | Rock Sand 1900           |
| 父 トシシロ 1940 栗毛 | 父の父ダイオライト Diolitek 1927 黒鹿毛 | Needle Rock 1915 | Needlepoint 1908                          |                          |
| 父 トシシロ 1940 栗毛 | 父の母月城 1932 黒鹿毛 | Campfire 1914 | Olambala 1906                             | Olambala 1906            |
| 父 トシシロ 1940 栗毛 | 父の母月城 1932 黒鹿毛 | Campfire 1914 | Nightfall 1908                            |                          |
| 父 トシシロ 1940 栗毛 | 父の母月城 1932 黒鹿毛 | 星旗 Fairy Maiden 1924 | Gnome 1916                                | Gnome 1916               |
| 父 トシシロ 1940 栗毛 | 父の母月城 1932 黒鹿毛 | 星旗 Fairy Maiden 1924 | Tuscan Maiden 1918                        |                          |
| 母 アア スルガ 1946 鹿毛 | 母の父アア 方景 1934 鹿毛 | アスフオード Athford 1925 | Blandford 1919                            | Blandford 1919           |
| 母 アア スルガ 1946 鹿毛 | 母の父アア 方景 1934 鹿毛 | アスフオード Athford 1925 | Athasi 1917                               |                          |
| 母 アア スルガ 1946 鹿毛 | 母の父アア 方景 1934 鹿毛 | アア 影英 1929 | アラ エルワルド 1919                      | アラ エルワルド 1919     |
| 母 アア スルガ 1946 鹿毛 | 母の父アア 方景 1934 鹿毛 | アア 影英 1929 | アア 影鶯 1919                            |                          |
| 母 アア スルガ 1946 鹿毛 | 母の母アア 念原 1935 栗毛 | アラ ハラブ 1926 |                                           |                          |
| 母 アア スルガ 1946 鹿毛 | 母の母アア 念原 1935 栗毛 | アラ ハラブ 1926 |                                           |                          |
| 母 アア スルガ 1946 鹿毛 | 母の母アア 念原 1935 栗毛 | アア リモネン 1920 | アラ *ギドラン四十二ノ三                  | アラ *ギドラン四十二ノ三 |
| 母 アア スルガ 1946 鹿毛 | 母の母アア 念原 1935 栗毛 | アア リモネン 1920 | アア ダンネモラー 1912 ギドラン三六ノ四系 |                          |